# Bảo tàng Zofia Kossak-Szatkowska ở Górki Wielkie
Bảo tàng Zofia Kossak-Szatkowska ở Górki Wielkie (tiếng Ba Lan: Muzeum Zofii Kossak-Szatkowskiej w Górkach Wielkich) là một bảo tàng tọa lạc tại số 2 Phố Stary Dwór, Górki Wielkie, Ba Lan. Bảo tàng trưng bày các bộ sưu tập tiểu sử liên quan đến cuộc đời và công việc của tiểu thuyết gia người Ba Lan Zofia Kossak-Szatkowska, nhũ danh Szczucka. Bảo tàng là một chi nhánh của Bảo tàng Cieszyn Silesia ở Cieszyn.

## Lược sử hình thành
Bảo tàng Zofia Kossak-Szatkowska ở Górki Wielkie được thành lập vào năm 1970. Trụ sở của Bảo tàng là một ngôi nhà nằm trong khuôn viên của khu phức hợp trang viên được xây dựng vào thế kỷ 18. Nhà văn sống ở nơi này từ năm 1957 đến năm 1968.

## Triển lãm
Trong bộ sưu tập của Bảo tàng Zofia Kossak-Szatkowska ở Górki Wielkie, ngoài những hiện vật và kỷ vật có liên quan đến cuộc đời và công việc của nhà văn (bao gồm ảnh, kỷ vật của gia đình, bản thảo, bản đánh máy, huy chương, và các thứ khác), còn có nhiều bức tranh của Stanisław Ignacy Witkiewicz, Czesław Kuryatto, cùng những người khác.

## Giờ mở cửa
Bảo tàng Zofia Kossak-Szatkowska ở Górki Wielkie hoạt động quanh năm, mở cửa tất cả các ngày trong tuần trừ thứ Hai và thứ Sáu. Khách tham quan phải trả phí vào cửa.